# Balthasar Eysengrein

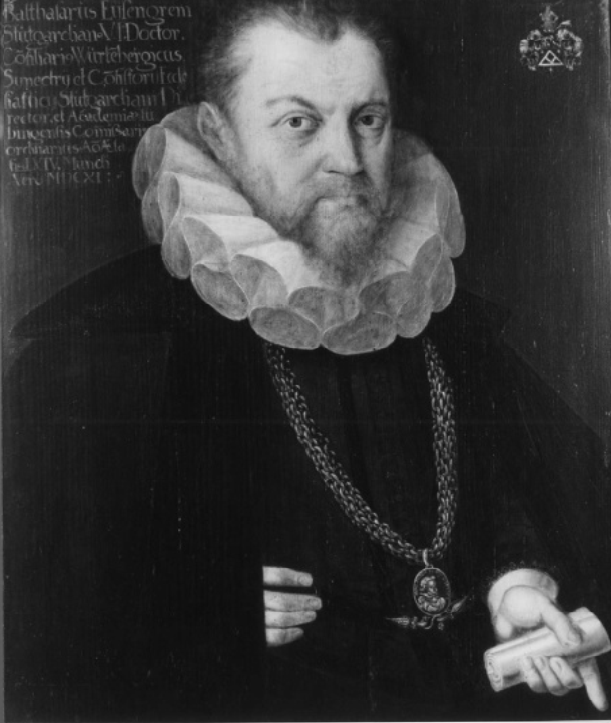
Balthasar Eysengrein auf einem Bild von 1611 in der Tübinger Professorengalerie

Balthasar Eysengrein (* 24. November 1547 in Stuttgart; † 13. Januar 1611 ebenda) war ein deutscher Jurist und Professor an der Universität Tübingen.

## Leben
Balthasar Eysengrein studierte in Tübingen. Er wurde 1578 Geheimer Rat, 1561 Hofrichter, 1608 Direktor des Kirchenrats in Stuttgart sowie ordentlicher Kommissär der Universität Tübingen. Sein Porträt hängt in der Tübinger Professorengalerie.

## Familie
Balthasar Eysengrein war ein Sohn von Martin Eysengrein (1507–1567), Bürgermeister von Stuttgart, und Maria Moser (1527–1560). Der katholische Geistliche Martin Eisengrein (1535–1578), einer der führenden Köpfe der Gegenreformation in Bayern, war sein Halbbruder (von einer anderen Mutter); Wilhelm Eisengrein (1543–1584), Historiker und Theologe in Rom, sein Cousin.  
Er heiratete am 28. Februar 1571 in Tübingen Susanna Andreä (* 10. Oktober 1552), eine Tochter von Jacob Andreä, und hatte mit ihr zwei Kinder:
- Johann Balthasar Eysengrein (* 6. Mai 1576)
- Anna Maria Eysengrein (* 14. Dezember 1578 in Stuttgart)